# Buyer persona
Buyer persona (укр. персона покупця) — вигадане уявлення ідеального клієнта або цільової аудиторії. Маючи чітке уявлення про те, кому ви рекламуєте, набагато легше розробляти ефективний, цільовий вміст, який відповідає меті й завданням ідеального покупця.

## Визначення персони покупця
Визначення персони покупця може здатися великим, громіздким завданням. Але, якщо розбити процес на керовані етапи, можна проходити їх один за одним, щоби створити ретельну, продуману персону покупця, яка справді покращить маркетинг і продаж. І не відчувайте, що потрібно створювати всіх покупців одночасно — покрокове виконання цього є чудовим способом переконатися в охопленні всіх баз без відчуття надмірної перевантаженості. Цей посібник із визначення персони покупця налаштований із можливістю виходити й повертатися будь-коли.
Кроки:
1. Дослідження персони покупця
2. Сегментування персони покупця
3. Створення імені й історії для покупця
4. Зосередження на ролях, цілях і викликах
5. Використання персони покупця для створення індивідуальних стратегій цифрового маркетингу та продажів